# Pierre de Marcilly
Pierre de Marcilly, mort le 16 août 1572 au château de Lucenay, est un évêque français du XVIe siècle.

## Biographie
Pierre de Marcilly est fils de Blaise de Breuelli et de Cipières, et est le frère de Philibert, seigneur de Cipières, gouverneur de Charles IX, dans sa minorité. Il est abbé de Mortemer et  ensuite, par le crédit de son frère, désigné sous Henri II, évêque d'Autun en 1557.  II arrive dans son temps une chose assez singulière. Les nouveaux hérétiques, qui sont à Autun en assez grand nombre, en sortirent tout à coup et se retirent à Lyon en 1561. Dans cette période, l'armée de l'amiral de Coligny brûle le prieuré de Saint-Symphorien et pille l'abbaye de saint-Martin, mais la ville d'Autun même n'en reçoit aucun dommage, n'ayant pas même été assiégée.